# General Alvear Airport
General Alvear Airport är en flygplats i Argentina.   Den ligger i provinsen Mendoza, i den centrala delen av landet, 800 km väster om huvudstaden Buenos Aires. General Alvear Airport ligger 460 meter över havet.
Terrängen runt General Alvear Airport är mycket platt. Runt General Alvear Airport är det mycket glesbefolkat, med 3 invånare per kvadratkilometer..
Omgivningarna runt General Alvear Airport är i huvudsak ett öppet busklandskap.